# دليل مستودعات الوصول المفتوح
دليل مستودعات الوصول المفتوح هو موقع ويب من نوع قاعدة بيانات على النت أنشئ في 2005، الموقع ملك SHERPA (organisation) ‏، ومحتواه الأساسي حول وصول مفتوح وأرشيف مفتوح الوصول ‏.

## وصلات خارجية
- الموقع الرسمي